# Ain't Misbehavin' (album)
Ain't Misbehavin' è un album studio del gruppo musicale britannico UFO, pubblicato nel 1988 dalla FM Records.

## Tracce
1. Between a Rock and a Hard Place – 3:48 (McClendon, Mogg)
2. Another Saturday Night – 4:39 (Cooke, Gray, Mogg)
3. At War With the World – 3:05 (Jones, McClendon, Mogg)
4. Hunger in the Night – 4:11 (McClendon, Mogg)
5. Easy Money – 3:38 (McClendon, Mogg)
6. Rock Boyz, Rock – 3:20 (Gray, McClendon, Mogg, Simpson)
7. Lonely Cities Of the Heart – 4:16

## Formazione
- Phil Mogg - voce
- Tommy McClendon - chitarra, cori
- Paul Gray - basso
- Jim Simpson - batteria, cori